# Euophrys omnisuperstes
Euophrys omnisuperstes (лат.) — вид пауков-скакунов, обнаруженный на горе Эверест и в его гималайских окрестностях на территории Непала вблизи границы с Тибетом. Их находили на высотах до 6700 м.

## Описание
Мелкие пауки, длина тела самок около 5 мм, самцов 4 мм. Окрас тёмно-коричневый. Самцы темнее самок. Глаза расположены близко.

## Открытие
Вид был открыт в 1924 году Ричардом Хингстоном (причём первые находки Т. Г. Лонгстаффа имели место ещё в 1922), но описан много позже, так как описание пауков основано на половозрелых особях, а первые собранные экземпляры не были таковыми, либо плохо сохранились. Хингстон первоначально сделал ошибочный вывод, что пауки питаются друг другом, что породило в научной среде скепсис.
Видовое название omnisuperstes означает, что Euophrys omnisuperstes живут выше всех других видов. Оно было впервые предложено учёным Bristowe.
Существуют неподтверждённые данные о возможном обитании пауков также в Индии.

## Образ жизни
Живут в каменистых местах. Их диета — мелкие мушки и коллемболы. Не известно о каких-либо изменениях в строении этих пауков для адаптации к большой высоте — оно аналогично другим паукам-скакунам.